# De battre mon cœur s'est arrêté
Pour plus de détails, voir Fiche technique et Distribution.
De battre mon cœur s'est arrêté est un film français réalisé par Jacques Audiard, sorti en 2005 et ayant obtenu huit Césars du cinéma, dont celui du meilleur film et du meilleur réalisateur.

## Synopsis
Thomas (Tom), jeune homme de 28 ans, est un marchand de biens véreux à Paris comme son père. Il voulait autrefois devenir pianiste comme sa mère, mais a abandonné ce projet au décès de celle-ci. Soumis au chantage affectif et à l'immoralité de son père vieillissant, il vit dans un univers violent, ne fait preuve d'aucune pitié envers les immigrés qu'il expulse d'immeubles insalubres qu'il rachète, et a des rapports brutaux avec tous ses proches. Dans cet univers là, il écoute également de la musique électronique en portant un casque.
Un jour, il rencontre celui qui fut autrefois l'imprésario de sa mère. Ce dernier lui propose de passer une audition. Tom voit alors renaître son espoir de devenir pianiste et décide de s'entraîner sérieusement pour l'audition, choisissant pour l'aider une étudiante chinoise virtuose qui ne parle pas le français. En attendant la date fatidique, il doit continuer son travail qui lui est de plus en plus insupportable et venir en aide à son père, escroqué par un mafieux russe. Ses doigts ne cessent de jouer, il répète inlassablement mais, perturbé par ses associés, il rate l'audition et part, visiblement enragé, devant l'agent médusé mais courtois qui l'invite à revenir. Son père est assassiné à son domicile, sans doute par les mafieux. Deux ans plus tard, une salle de concert attend pour un récital l'ancienne étudiante chinoise, désormais en couple avec Tom. Après l'avoir déposée devant l'entrée, Tom va garer sa voiture. Passant aux toilettes publiques, Tom reconnaît le truand russe. Ils se battent férocement. Le mafieux russe sort un pistolet semi-automatique, mais Tom parvient à le désarmer et le met en joue. Après un moment d'hésitation, il renonce à le tuer et jette le pistolet. Abandonnant le truand blessé et inconscient, mais vivant, Tom se nettoie tant bien que mal et s'installe dans la salle de spectacle pour écouter jouer sa compagne. Ses doigts ensanglantés pianotent dans le vide, il s'abandonne à la musique et échange un regard de connivence avec sa compagne.

## Fiche technique
- Titre : De battre mon cœur s'est arrêté
- Réalisation : Jacques Audiard
- Scénario : Tonino Benacquista et Jacques Audiard, d'après le scénario de Mélodie pour un tueur écrit par James Toback
- Musique : Alexandre Desplat
- Photographie : Stéphane Fontaine
- Décors : François Emmanuelli
- Costumes : Virginie Montel
- Montage : Juliette Welfling
- Production : Pascal Caucheteux
- Société de production : Why Not Productions
- Société de distribution : UGC
- Budget : 5 300 000 €
- Pays de production :  France
- Langues originales : français et secondairement anglais, russe, vietnamien et mandarin
- Genre :  drame
- Format : couleur - 35 mm
- Durée : 107 minutes
- Dates de sortie :
  - Allemagne : 17 février 2005 (première mondiale à la Berlinale)
  - France : 16 mars 2005
- Recettes : 8 235 000 €

## Distribution
- Romain Duris : Thomas Seyr
- Niels Arestrup : Robert Seyr
- Jonathan Zaccaï : Fabrice
- Gilles Cohen : Sami
- Linh-Dan Pham : Miao Lin
- Aure Atika : Aline
- Emmanuelle Devos : Chris
- Anton Yakovlev : Minskov
- Mélanie Laurent : la petite amie de Minskov
- Sandy Whitelaw (en) : monsieur Fox
- Emmanuel Finkiel : le professeur du conservatoire

Et par ordre d'apparition :
- Agnès Aubé : la femme âgée
- Etienne Dirand : le vieil homme
- Denis Falgoux : le métreur
- Serge Onteniente : homme DAL
- Jian Zhang : Jean-Pierre
- Omar Habib : Assad
- Jamal Djabou : Mounir
- Vladislav Galard : le clerc de notaire
- Walter Shnorkell : Verodin
- Marianne Puech : la notaire
- Bruno Rolland : le médecin
- Alphonse Cemin : le pianiste

Non crédités :
- David Birgé-Cotte : Thomas enfant
- Estelle Brattesini : une passante
- Justine Le Pottier

## Autour du film
Le film est un remake de Mélodie pour un tueur (Fingers) de James Toback (1978) avec Harvey Keitel. 
La toccata en mi mineur BWV 914 de Jean-Sébastien Bach occupe une place centrale : Tom en répète avec obstination les premières mesures de l'adagio afin de préparer son audition.
Le film est sélectionné en 2014 pour être au programme de l'épreuve de cinéma du baccalauréat en France, section littéraire (L). Il y restera jusqu'en 2017.

## Origine du titre
Le titre du film est tiré des paroles de la chanson La Fille du Père Noël, écrite par Jacques Lanzmann, composée et interprétée par Jacques Dutronc,.

## Lieux de tournage
- Théâtre des Champs-Élysées
- Toutes les scènes dans l'office notarial ont été tournées dans une vraie étude de notaire, située dans le 13e arrondissement de Paris, 17 avenue d'Italie.

## Distinctions
- Berlinale 2005 : Ours d'argent de la meilleure musique pour Alexandre Desplat
- Prix des auditeurs 2005 du Masque et la Plume : meilleur film français
- Césars 2006 : 8 récompenses sur 10 nominations :
  - César du meilleur film
  - César de la meilleure réalisation pour Jacques Audiard
  - César de la meilleure musique originale pour Alexandre Desplat
  - César du meilleur acteur dans un second rôle pour Niels Arestrup
  - César du meilleur espoir féminin pour Linh-Dan Pham
  - César de la meilleure adaptation pour Jacques Audiard et Tonino Benacquista
  - César du meilleur montage pour Juliette Welfling
  - César de la meilleure photographie pour Stéphane Fontaine
  - nomination au César du meilleur acteur pour Romain Duris
  - nomination au  César du meilleur son pour Philippe Amouroux, Cyril Holtz, Brigitte Taillandier et Pascal Villard
- BAFTA 2006 : meilleur film en langue étrangère
- Prix du Syndicat français de la critique de cinéma 2006 : Prix du meilleur film français
- Étoiles d'or du cinéma français 2006 : Étoile d’or du film français
- Lumières 2006 : meilleur film
- Prix Jacques-Deray du film policier français 2006
- Globes de Cristal 2006 : meilleur film et meilleur acteur (Romain Duris)
- Festival des frères Manaki 2006 : Golden Camera 300

## Box-office
| Pays ou région      | Box-office        | Date d'arrêt du box-office | Nombre de semaines |
| ------------------- | ----------------- | -------------------------- | ------------------ |
| France              | 1 268 268 entrées | 25 mai 2005                | 9                  |
| Royaume-Uni Irlande | 120 517 entrées   | {{{date 2}}}               | {{{nb semaine 2}}} |
| Italie              | 54 415 entrées    | {{{date 3}}}               | {{{nb semaine 3}}} |
| Espagne             | 51 034 entrées    | {{{date 4}}}               | {{{nb semaine 4}}} |
| Belgique            | 42 024 entrées    | {{{date 5}}}               | {{{nb semaine 5}}} |
| Allemagne           | 33 025 entrées    | {{{date 6}}}               | {{{nb semaine 6}}} |
| Europe              | 1 680 701 entrées | {{{date 7}}}               | {{{nb semaine 7}}} |